# Ulica Adama Mickiewicza w Niepołomicach
Ulica Adama Mickiewicza – krótka, zabytkowa uliczka w Niepołomicach, na terenie osiedla administracyjnego Śródmieście. Znajduje się ona w ścisłym centrum miasta, około 100 m na zachód od Zamku Królewskiego.
Ulica Mickiewicza biegnie od północno-zachodniego narożnika Rynku do ulicy Parkowej. Jest najkrótszą nazwaną ulicą w mieście, ma zaledwie około 45 m długości.
Ulica ukształtowała się po lokacji miasta w 1776 r. Jej pierwotną zabudowę stanowiły drewniane, parterowe kamieniczki, mieszczące mieszkania oraz punkty handlowo-usługowe, będące w większości własnością żydowską. W 1919 r. nadano ulicy nazwę Adama Mickiewicza. Po II wojnie światowej wyburzono dotychczasową zabudową. Wschodnią pierzeję ulicy zajęła narożna z Rynkiem piętrowa, murowana kamienica, zaś zachodnią gmach Milicji Obywatelskiej. Ten ostatni został wyburzony na początku XXI w., a w jego miejscu ulokowano parking i przystanek autobusowy. Otwarło to widok z ulicy Mickiewicza na Plac Zwycięstwa i Ratusz.
Przy ulicy znajduje się główny przystanek komunikacji autobusowej i minibusowej „Niepołomice Rynek”, z którego odjeżdżają autobusy do Krakowa, Wieliczki i Bochni oraz okolicznych miejscowości.